# Dirk Barrez
Dirk Barrez is een Belgisch auteur, reportage- en documentairemaker en VRT-televisiejournalist voor het programma Terzake.
Sinds 1980 publiceerde hij twaalf boeken, vaak in samenwerking met anderen. Hij schreef ook artikelen.

## Publicaties
- Transitie: onze welvaart van morgen. PALA, 2016, 160p., ISBN 9789463370349
- Coöperaties: hoe heroveren we de economie?, Global Society, 2014, 192p., ISBN 9789081803410
- Van verontwaardiging naar verandering: Hoe is onze wereld eraan toe? Waar moet het naartoe? Hoe geraken we daar?, Global Society, 2012, 71p., ISBN 9789081803403
- Het mondiale uitzendkantoor: waardig werk in tijden van globalisering en crisis, EPO, 2009, 307p., ISBN 9789064451317
- Van eiland tot wereld : appèl voor een menselijke samenleving. EPO, 2008, 258p., ISBN 9789064454936
- KOE 80 heeft een probleem. Boer, consument, agro-industrie en grootdistributie, EPO, 2007, 251p., ISBN 9789064454530
- Le monde mode d'emploi. La globalisation à l'usage des débutants, Le Roseau Vert, 2005
- De antwoorden van het antiglobalisme. Van Seattle tot Porto Alegre, 2001, 263p., ISBN 90-5466-789-3
- Ik wil niet sterven aan de XXste eeuw. Over leven in de 21ste eeuw, Globe, 1999, 238p., ISBN 90-5312-127-7
- Het land van de 1000 schandalen. Encyclopedie van een kwarteeuw Belgische affaires, Globe, 1997, 384p., ISBN 90-5312-089-0
- Het onderzoek: een bende. Over het onderzoek naar de Bende van Nijvel, 1996, 48p., ISBN 90-02-20477-9 over de Bende van Nijvel
- De val der engelen. Waarom ontwikkelingsorganisaties falen, 1991. Dit stuk verscheen in Het orkest van de Titanic. Werken aan andere Noord-Zuid verhoudingen, Student Aid, 1993
- Super Club. Scenario van een kaskraker, Kritak, 1991